# Passato prossimo
A Passato prossimo (másik nevén Perfetto composto, a nyelvkönyvek általában közelmúltnak nevezik magyarul) a mai olasz nyelv standard változatában a leggyakrabban használatos múlt idő a kijelentő mód 5 múlt ideje közül. Olyan cselekvést, történést fejezünk ki vele, ahol nem tartjuk fontosnak kiemelni, hogy mettől meddig tartott, csak azt, hogy megtörtént. A Passato prossimo alakban álló ige befejezett (perfektív) igeaspektust fejez ki, folyamatos (imperfektív) igeaspektus kifejezésére az Imperfetto nevű igeidőt használják. A Passato prossimót csak olyan eseményeknél használjuk, ami a viszonylagos közelmúltban történt. A Tegnap meglátogattam a nagynénémet mondat mindenképpen passato prossimo, viszont a Kolumbusz felfedezte Amerikát az távolmúlt (Passato remoto). Azoknál a cselekvéseknél, ahol az időtartam fontos, lásd Folyamatos múlt.
Képzését (és részben használatát) tekintve nagyjából párhuzamba állítható a francia Passé composé, a spanyol Pretérito Perfecto, a portugál Pretérito perfeito composto, a román Perfect compus, az angol Present Perfect, a német Perfekt igeidőkkel. Használata jórészt megegyezik francia megfelelőjével, szélesebb körben használatos spanyol és angol megfelelőjénél.

## Története
A klasszikus latinban ez az igealak nem volt megtalálható, de kialakulásának folyamata már a késői latin korszakában elkezdődött, amikor a habere segédige tárgya mellett egy befejezett melléknévi igenév is állt. (Például: habeo litteram scriptam, ami olyasmit jelentett, hogy "van egy megírt levelem".) A kifejezés azt jelentette, hogy valamely, az alanyhoz tartozó dolgon az alany cselekvést hajtott végre. A későbbi fejlődés során a habere + participium perfectum egymáshoz viszonyított önállósága elveszett, a kifejezés a befejezett múlt értéket vette fel. Idővel új időtípus jött létre, a habere valamennyi idejű alakjának felhasználásával a hagyományos szintetikus ragozás mellé az újlatin nyelvek kiépítettek egy teljes, párhuzamos analitikus ragozást.

## Képzése
Képzéséhez az avere ill. az essere ige, mint segédige jelen idejét és a főige befejezett melléknévi igenevét kell ismernünk.

### A befejezett melléknévi igenév (Participio passato) képzése
A három igecsoportnak megfelelően a befejezett melléknévi igenév is három végződés segítségével képezhető:

#### -are
- Parlare
  - parlato

#### -ere
- Vendere
  - venduto

#### -ire
- Partire
  - partito

A befejezett melléknévi igenév az olasz igék harmadik szótári alakja (a főnévi igenév és a Passato remoto után). Sok ige rendhagyóan képzi a befejezett melléknévi igenév alakját.

### A Passato prossimo képzése
A passato prossimo összetett igeidő. Képzése:
Olyan igéknél, amik (nyelvtani) tárgyat vonzanak maguk után, és néhány tárgyatlan igénél is:
avere ragozott alakja kijelentő mód jelen időben + a főige befejezett melléknévi igeneve (participio passato)
Olyan igék egy részénél, amik nem vonzanak maguk után (nyelvtani) tárgyat, valamint az összes visszaható ige esetében:
essere ragozott alakja kijelentő mód jelen időben + a főige befejezett melléknévi igeneve (participio passato)
Tárgyas igék esetében mindig az avere használatos segédigeként. Tárgyatlan igéknél nehéz pontosan szabályba foglalni, hogy az avere vagy az essere igét kell-e segédigének használni, de a mozgást, hely-, helyzet- és állapotváltozást kifejező igék többnyire az essere igével képzik a Passato prossimót és a többi összetett igealakot is. Esserével képzik az összetett igealakjukat pl. a következő igék: andare, venire, partire, arrivare, essere, accadere, succedere, diventare, salire, scendere, uscire, riuscire, nascere, morire.
Bizonyos igék mindkét segédigével képezhetik az összetett igealakokat, attól függően, hogy a cselekvés, történés következtében beálló állapotváltozást akarjuk-e hangsúlyozni vagy magát a cselekvés tényét. Ilyen igék pl. a volare és a correre: Le rondini hanno volato molto - a fecskék sokat röpködtek (a cselekvés tényén van a hangsúly). Le rondini sono volate sul tetto - a fecskék felrepültek a tetőre (a cselekvés következtében beálló helyváltozásra tesszük itt a hangsúlyt).
Az ún. ergatív igéknek van tárgyas és tárgyatlan jelentésük is, ezeket tárgyas értelemben az avere segédigével, tárgyatlan értelemben az essere segédigével ragozzuk. Ilyen ige pl. az affondare (elsüllyedni és elsüllyeszteni). Pl.: Hanno affondato due navi - Elsüllyesztettek két hajót. Due navi sono affondate - Két hajó elsüllyedt.

#### A participio passato egyeztetése az alannyal
Ha a segédige az essere, akkor a befejezett melléknévi igenevet egyeztetni kell nemben és számban az alannyal.
Példák:
Lei è venuta.
Noi siamo arrivati.

#### A participio passato egyeztetése a tárggyal
Ha a segédige az avere, akkor a tárggyal kell a befejezett melléknévi igenevet egyeztetni, amennyiben a tárgy megelőzi az igét valamilyen névmás (mi, ti, lo, la, ci, vi, li, le, ne) formájában. (Például: L' ho viste.) Ha a tárgy nem előzi meg az igét, nem egyeztetünk: Ho visto le ragazze. A fentebb felsorolt hangsúlytalan személyes névmások közül a lo, la, li, le illetve a ne névmással kötelező az egyeztetés, a többivel a jó hangzás dönt, de általában nem szokás.

### Példák a ragozásra
Essere:
- (io) sono entrato/a
- (tu) sei andato/a
- (lui/lei/Lei) è venuto/a
- (noi) siamo entrati/e
- (voi) siete andati/e
- (loro) sono venuti/e

Avere:
- (io) ho avuto (nekem volt)
- (tu) hai avuto (neked volt)
- (lui/lei/Lei) ha avuto (neki volt)
- (noi) abbiamo avuto (nekünk volt)
- (voi) avete avuto (nektek volt)
- (loro) hanno avuto (nekik volt)

## Használata
Perfektív igeaspektust fejezhetünk ki vele. A standard olasz hétköznapi beszélt változatában Passato prossimót használnak az ilyen cselekvések kifejezésére, míg egyes déli dialektusokban a Passato remoto fordul elő helyette.